# Primera División (Chile) 1996
Die Primera División 1996, auch unter dem Namen Campeonato Nacional Copa Banco del Estado 1996 bekannt, war die 64. Saison der Primera División, der höchsten Spielklasse im Fußball in Chile.
Die Meisterschaft gewann das Team von CSD Colo-Colo. Für den Verein war der insgesamt 20. Meisterschaftstitel. Für die Copa Libertadores 1996 qualifizierte sich neben dem Meister auch Universidad Católica über die Liguilla zur Copa Libertadores. Die Copa Chile 1996 gewann CSD Colo-Colo.
Die beiden Teams CD O’Higgins und Regional Atacama stiegen direkt in die zweite Liga ab. In den Relegationsspielen setzten sich beide Erstligisten durch.

## Modus
Die 16 Teams spielen jeder gegen jeden mit Hin- und Rückspiel. Meister ist die Mannschaft mit den meisten Punkten und qualifiziert sich für die Copa Libertadores. Bei Punktgleichheit entscheidet ein Entscheidungsspiel um die bessere Position, wenn es um die Meisterschaft geht. In den anderen Fällen entscheidet das Torverhältnis. Die letzten zwei Teams der Tabelle steigen in die zweite Liga ab. Der Dritt- und Viertletzte der Tabelle spielen eine Liguilla mit zwei Zweitligateams. Der Erstplatzierte dieser Liguilla spielt in der Folgesaison erstklassig, die anderen beiden Teams zweitklassig. Der zweite Startplatz der Copa Libertadores wird durch eine Liguilla, an der die Mannschaften der Plätze 2 bis 5 teilnehmen, ausgespielt. Bei Punktgleichheit des ersten oder zweiten Platzes gibt es ein Entscheidungsspiel.

## Teilnehmer
Die Absteiger der Vorsaison Everton und Deportes La Serena wurden durch die Aufsteiger Santiago Wanderers und Audax Italiano ersetzt. Folgende Vereine nahmen daher an der Meisterschaft 1996 teil:
| Mannschaft           | Stadt             |
| -------------------- | ----------------- |
| Audax Italiano       | Santiago de Chile |
| CD Cobreloa          | Calama            |
| CSD Colo-Colo        | Santiago de Chile |
| Coquimbo Unido       | Coquimbo          |
| Deportes Antofagasta | Antofagasta       |
| Deportes Concepción  | Concepción        |
| Deportes Temuco      | Temuco            |
| CD Huachipato        | Talcahuano        |
| CD O’Higgins         | Rancagua          |
| CD Palestino         | Santiago de Chile |
| Provincial Osorno    | Osorno            |
| Regional Atacama     | Copiapó           |
| Santiago Wanderers   | Valparaíso        |
| Unión Española       | Santiago de Chile |
| Universidad Católica | Santiago de Chile |
| Universidad de Chile | Santiago de Chile |

## Tabelle
| Pl.                                | Verein                   | Sp. | S  | U  | N  | Tore    | Diff. | Punkte |
| ---------------------------------- | ------------------------ | --- | -- | -- | -- | ------- | ----- | ------ |
| 1.                                 | CSD Colo-Colo            | 30  | 19 | 6  | 5  | 062:240 | +38   | 63     |
| 2.                                 | Universidad Católica (P) | 30  | 17 | 8  | 5  | 070:400 | +30   | 59     |
| 3.                                 | CD Cobreloa              | 30  | 15 | 6  | 9  | 058:440 | +14   | 51     |
| 4.                                 | Audax Italiano (N)       | 30  | 14 | 9  | 7  | 051:380 | +13   | 51     |
| 5.                                 | Universidad de Chile (M) | 30  | 13 | 8  | 9  | 049:420 | +7    | 47     |
| 6.                                 | Provincial Osorno        | 30  | 11 | 10 | 9  | 054:400 | +14   | 43     |
| 7.                                 | Deportes Antofagasta     | 30  | 12 | 7  | 11 | 046:450 | +1    | 43     |
| 8.                                 | Unión Española           | 30  | 11 | 7  | 12 | 043:470 | −4    | 40     |
| 9.                                 | Coquimbo Unido           | 30  | 12 | 4  | 14 | 046:530 | −7    | 40     |
| 10.                                | Deportes Concepción      | 30  | 8  | 15 | 7  | 044:530 | −9    | 39     |
| 11.                                | Santiago Wanderers (N)   | 30  | 10 | 7  | 13 | 049:570 | −8    | 37     |
| 12.                                | CD Huachipato            | 30  | 8  | 11 | 11 | 042:460 | −4    | 35     |
| 13.                                | CD Palestino             | 30  | 8  | 9  | 13 | 040:530 | −13   | 33     |
| 14.                                | Deportes Temuco          | 30  | 8  | 4  | 18 | 035:550 | −20   | 28     |
| 15.                                | Regional Atacama         | 30  | 7  | 6  | 17 | 038:700 | −32   | 27     |
| 16.                                | CD O’Higgins             | 30  | 5  | 7  | 18 | 041:610 | −20   | 22     |
| Quelle: rsssf.org, Stand: Endstand |                          |     |    |    |    |         |       |        |

| (M) | Vorjahresmeister     |
| (P) | Vorjahrespokalsieger |
| (N) | Aufsteiger           |

## Beste Torschützen
| Rang | Spieler            | Klub                 | Tore |
| ---- | ------------------ | -------------------- | ---- |
| 1    | Mario Véner        | Santiago Wanderers   | 30   |
| 2    | Sebastián Rozental | Universidad Católica | 24   |
| 3    | Ivo Basay          | CSD Colo-Colo        | 18   |
| 4    | Pedro González     | CD Cobreloa          | 16   |
|      | Sergio Vásquez     | Deportes Antofagasta | 16   |

## Liguilla um die Copa Libertadores

### Halbfinale
|                      | Gesamt          |                      | Hinspiel | Rückspiel |
| -------------------- | --------------- | -------------------- | -------- | --------- |
| CD Cobreloa          | 4:4 (8:7 i. E.) | Audax Italiano       | 3:1      | 1:3       |
| Universidad Católica | 7:3             | Universidad de Chile | 5:2      | 2:1       |

### Finale
|                      | Gesamt          |             | Hinspiel | Rückspiel |
| -------------------- | --------------- | ----------- | -------- | --------- |
| Universidad Católica | 5:5 (4:2 i. E.) | CD Cobreloa | 3:2      | 2:3       |

Damit qualifiziert sich Universidad Católica für die Copa Libertadores 1997.

## Playoff um die Copa Conmebol
|             | Gesamt          |             | Hinspiel | Rückspiel |
| ----------- | --------------- | ----------- | -------- | --------- |
| CD Cobreloa | 6:3 (1:0 i. V.) | CD Cobresal | 6:1      | 0:2       |

Das Torverhältnis wurde nicht bewertet, daher ging das Spiel in die Verlängerung. CD Cobreloa gewann diese mit 1:0 und nimmt somit an der Copa Conmebol 1996 teil.

## Relegationsspiele
|                 | Gesamt    |                   | Hinspiel | Rückspiel |
| --------------- | --------- | ----------------- | -------- | --------- |
| Deportes Temuco | (a)3:3(a) | CD Cobresal       | 2:0      | 1:3       |
| CD Palestino    | 5:2       | Municipal Iquique | 5:1      | 0:1       |

Damit bleiben die beiden Erstligisten Deportes Temuco und CD Palestino in der Primera División.